# Jumellea sagittata
Jumellea sagittata là một loài lan đặc hữu của cao nguyên miền Trung Madagascar và đảo Comore lớn.

## Hình ảnh

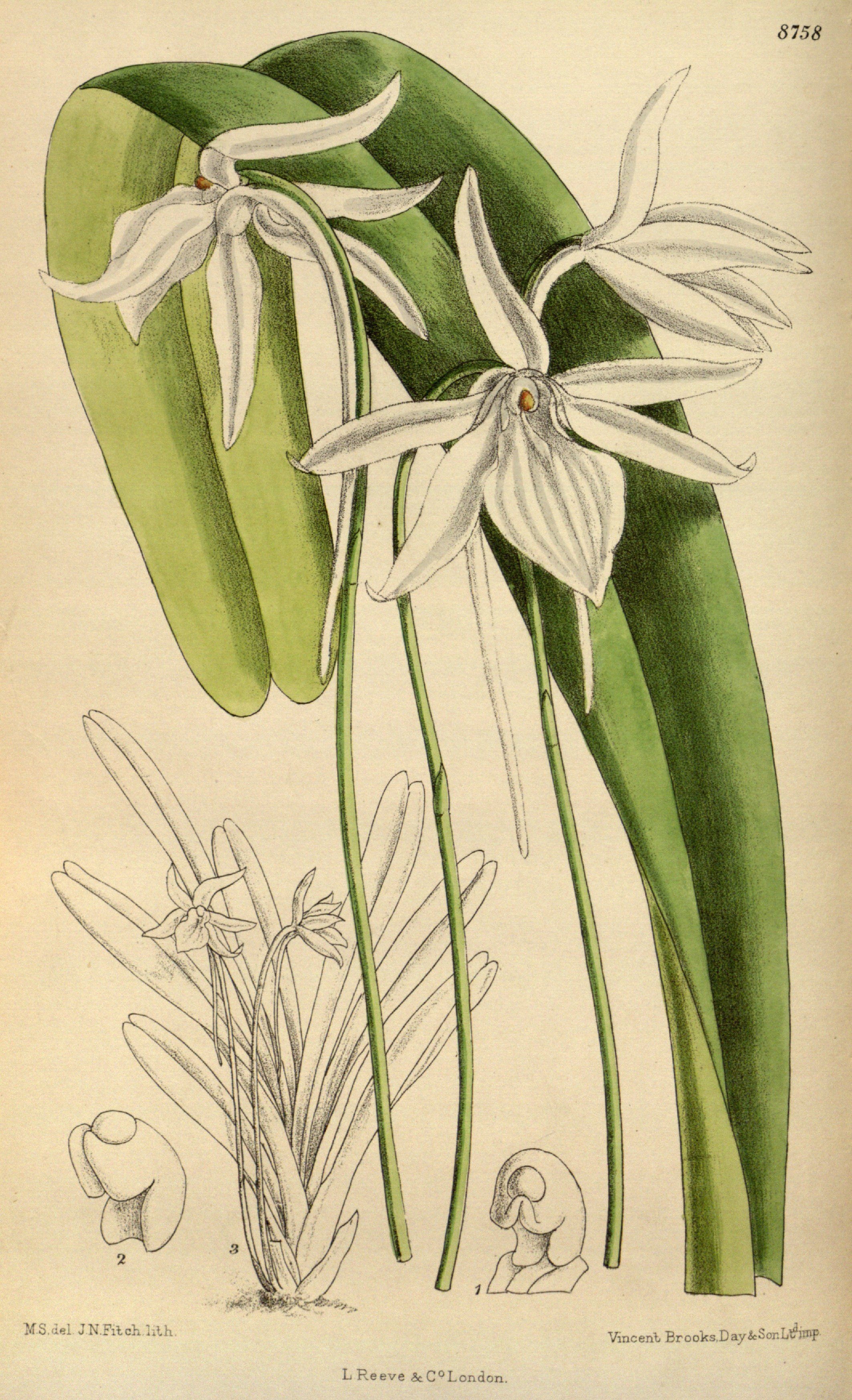
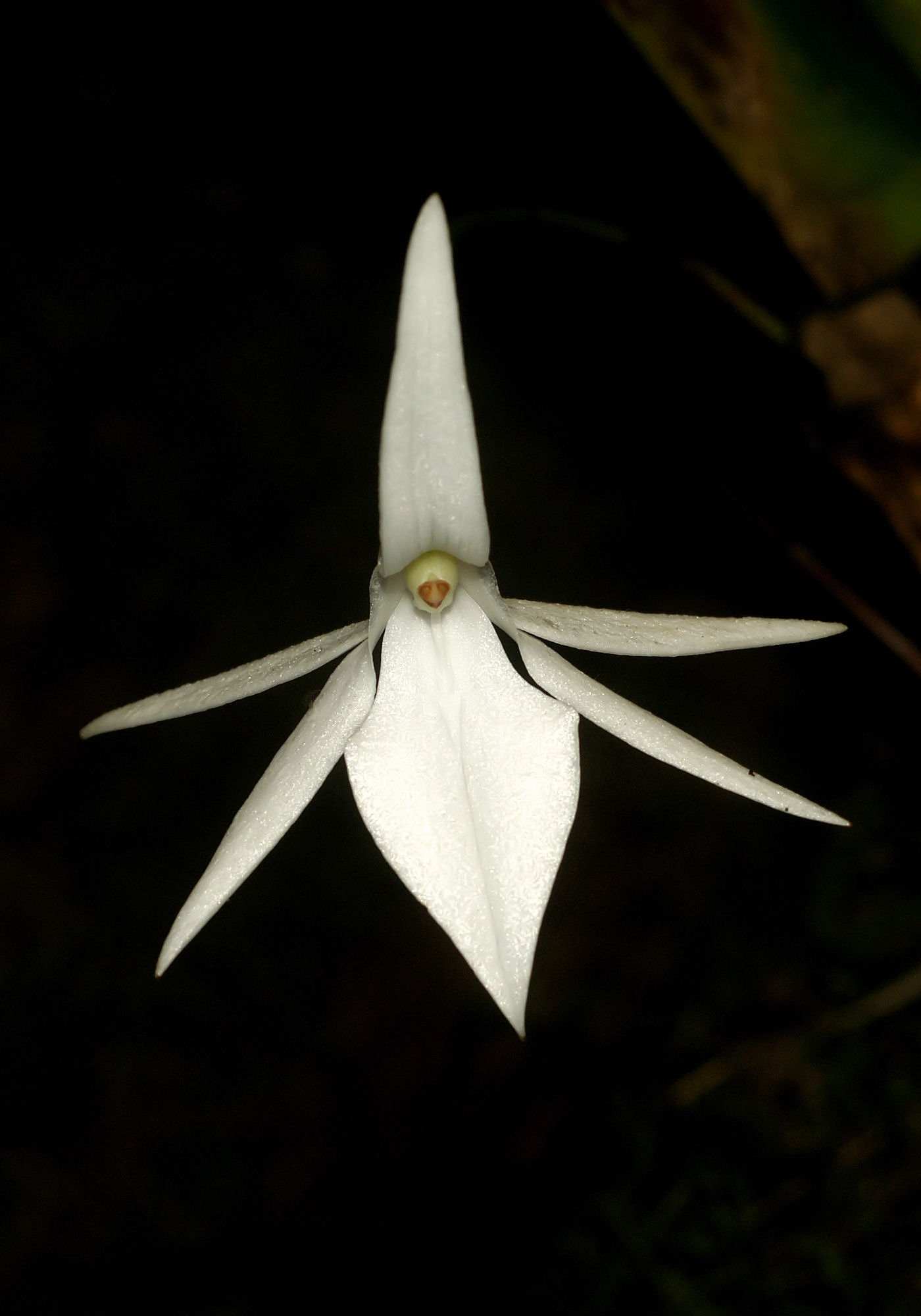